# Route européenne 763
Pour les articles homonymes, voir Route 763.
La route européenne 763 est une route reliant Belgrade, en Serbie, à Bijelo Polje, au Monténégro.
Elle emprunte le parcours suivant : Belgrade – Čačak – Užice – Nova Varoš – Prijepolje – Bijelo Polje.
L'une des autoroutes les plus chères d'Europe à 26 millions d'euros par kilomètre est construite par la Chine sur la partie de la route européenne 763 traversant Monténégro : l’État monténégrin doit payer l'autoroute avant que celle-ci ne soit achevée. En cas de non paiement, le contrat prévoit que la Chine peut demander le paiement de l'intégralité du crédit de manière anticipée, y compris des terres de compensation, avec pour seule autorité d'arbirtage la justice chinoise.